# Un mariage poids moyen
Un mariage poids moyen (titre original : The 158-Pound Marriage) est un roman de l'écrivain américain John Irving publié en 1974. Il a comme sujet la vie de deux couples qui décident de pratiquer l'échangisme, avec des conséquences désastreuses.